# Alfredo Pallone
Alfredo Pallone est un ancien député européen italien né le 13 septembre 1947 à Frosinone. Il est élu lors des élections européennes de 2009 dans la circonscription de l'Italie centrale.

## Biographie
De 2000 à 2010, il est élu au Conseil régional du Latium, tout d'abord sous l'étiquette de Forza Italia puis sous celle du Peuple de la liberté.
Au Parlement européen, il siège au sein du groupe du Parti populaire européen, dont il est brièvement membre du bureau de septembre à novembre 2009. Au cours de l'actuelle législature, il est membre de la commission des affaires économiques et monétaires.
À la suite de la volonté de Silvio Berlusconi de recréer Forza Italia, il quitte Le Peuple de la liberté et rejoint le Nouveau Centre-droit à la création de ce parti en novembre 2013.